# Chefia
Chefia è una città dell'Algeria, nella Provincia di El Tarf.